# Robert Rikić
Robert Rikić (Mostar, 29. travnja 1990.) hrvatski je profesionalni košarkaš. Igra na poziciji centra, a trenutačno je član košarkaškog kluba KK Igokea Aleksandrovac. 

## Karijera
Zanimljivo je da je s 11 godina počeo trenirati rukomet. Naime, bio je rukometni kadetski reprezentativac Hrvatske. Međutim, budući je u dvije godine vrlo brzo rastao i narastao do čak 219 cm, shvatio je da svoju sportsku budućnost treba tražiti u košarci. Na savjet mostarskog odvjetnika Roberta Muselimovića da pređe na košarku što je on prihvatio. Tri mjeseca je individualno radio s košarkaškim trenerom Širokog Brankom Princom. Iako je košarku trenirao tek tri mjeseca, već je na sebe bio skrenuo pažnju mnogih klubova, pogotovo Barcelone. Naime, na poziv generalnog menadžera Barcelone Zorana Savića, otišao je krajem travnja na tjedan dana posjetiti Barcelonu, gdje je Rikić trenirao s juniorima tog kluba. U španjolskom gigantu bili su oduševljeni Rikićevim fizičkim predispozicijama i koordinacijom zbog čega su odmah željeli da potpiše s njima ugovor. Rikićevi roditelji su usprkos primamljivoj ponudi Barcelone, odlučili prije svega zbog blizine Mostara i obitelji, odvesti ga u Dubrovnik. U KK Dubrovniku je proveo samo jednu sezonu, prije nego što je u ljeto 2009. prešao u redove Zagreba. Nakon toga prelazi u redove KK Igokea Aleksandrovac.

## Reprezentacija
Bio je član Hrvatske U-18 reprezentacije na EP u Grčkoj 2008., gdje je Hrvatska reprezentacija osvojila brončanu medalju. 

## Vanjske poveznice
- Profil na NLB.com